# جدول مدال‌های المپیک تابستانی ۱۹۶۰
مدال‌های بازی‌های المپیک تابستانی ۱۹۶۰ رم از تاریخ ۲۵ آگوست تا ۱۱ سپتامبر ۱۹۶۰ میلادی در ۱۵۰ رویداد، ۱۷ رشته ورزشی تقسیم شده است، در این دوره از مسابقات ۵۳۳۸ ورزشکار از ۸۳ کشور جهان شرکت کرده بودند.

## جدول مدال‌ها
| رتبه  | کشور                      | طلا | نقره | برنز | مجموع |
| ۱     | اتحاد شوروی (URS)         | ۴۳  | ۲۹   | ۳۱   | ۱۰۳   |
| ۲     | ایالات متحده آمریکا (USA) | ۳۴  | ۲۱   | ۱۶   | ۷۱    |
| ۳     | ایتالیا (ITA)             | ۱۳  | ۱۰   | ۱۳   | ۳۶    |
| ۴     | تیم متحد آلمان (EUA)      | ۱۲  | ۱۹   | ۱۱   | ۴۲    |
| ۵     | استرالیا (AUS)            | ۸   | ۸    | ۶    | ۲۲    |
| ۶     | ترکیه (TUR)               | ۷   | ۲    | ۰    | ۹     |
| ۷     | مجارستان (HUN)            | ۶   | ۸    | ۷    | ۲۱    |
| ۸     | ژاپن (JPN)                | ۴   | ۷    | ۷    | ۱۸    |
| ۹     | لهستان (POL)              | ۴   | ۶    | ۱۱   | ۲۱    |
| ۱۰    | چکسلواکی (TCH)            | ۳   | ۲    | ۳    | ۸     |
| ۱۱    | رومانی (ROU)              | ۳   | ۱    | ۶    | ۱۰    |
| ۱۲    | بریتانیای کبیر (GBR)      | ۲   | ۶    | ۱۲   | ۲۰    |
| ۱۳    | دانمارک (DEN)             | ۲   | ۳    | ۱    | ۶     |
| ۱۴    | نیوزیلند (NZL)            | ۲   | ۰    | ۱    | ۳     |
| ۱۵    | بلغارستان (BUL)           | ۱   | ۳    | ۳    | ۷     |
| ۱۶    | سوئد (SWE)                | ۱   | ۲    | ۳    | ۶     |
| ۱۷    | فنلاند (FIN)              | ۱   | ۱    | ۳    | ۵     |
| ۱۸    | اتریش (AUT)               | ۱   | ۱    | ۰    | ۲     |
| ۱۸    | یوگسلاوی (YUG)            | ۱   | ۱    | ۰    | ۲     |
| ۲۰    | پاکستان (PAK)             | ۱   | ۰    | ۱    | ۲     |
| ۲۱    | اتیوپی (ETH)              | ۱   | ۰    | ۰    | ۱     |
| ۲۱    | یونان (GRE)               | ۱   | ۰    | ۰    | ۱     |
| ۲۱    | نروژ (NOR)                | ۱   | ۰    | ۰    | ۱     |
| ۲۴    | سوئیس (SUI)               | ۰   | ۳    | ۳    | ۶     |
| ۲۵    | فرانسه (FRA)              | ۰   | ۲    | ۳    | ۵     |
| ۲۶    | بلژیک (BEL)               | ۰   | ۲    | ۲    | ۴     |
| ۲۷    | ایران (IRI)               | ۰   | ۱    | ۳    | ۴     |
| ۲۸    | هلند (NED)                | ۰   | ۱    | ۲    | ۳     |
| ۲۸    | آفریقای جنوبی (RSA)       | ۰   | ۱    | ۲    | ۳     |
| ۳۰    | آرژانتین (ARG)            | ۰   | ۱    | ۱    | ۲     |
| ۳۰    | مصر (EGY)                 | ۰   | ۱    | ۱    | ۲     |
| ۳۲    | کانادا (CAN)              | ۰   | ۱    | ۰    | ۱     |
| ۳۲    | چین (ROC)                 | ۰   | ۱    | ۰    | ۱     |
| ۳۲    | غنا (GHA)                 | ۰   | ۱    | ۰    | ۱     |
| ۳۲    | هند (IND)                 | ۰   | ۱    | ۰    | ۱     |
| ۳۲    | مراکش (MAR)               | ۰   | ۱    | ۰    | ۱     |
| ۳۲    | پرتغال (POR)              | ۰   | ۱    | ۰    | ۱     |
| ۳۲    | سنگاپور (SIN)             | ۰   | ۱    | ۰    | ۱     |
| ۳۹    | برزیل (BRA)               | ۰   | ۰    | ۲    | ۲     |
| ۳۹    | هند غربی بریتانیا         | ۰   | ۰    | ۲    | ۲     |
| ۴۱    | عراق (IRQ)                | ۰   | ۰    | ۱    | ۱     |
| ۴۱    | مکزیک (MEX)               | ۰   | ۰    | ۱    | ۱     |
| ۴۱    | اسپانیا (ESP)             | ۰   | ۰    | ۱    | ۱     |
| ۴۱    | ونزوئلا (VEN)             | ۰   | ۰    | ۱    | ۱     |
| مجموع | مجموع                     | ۱۵۲ | ۱۴۹  | ۱۶۰  | ۴۶۱   |